# Crambe orientalis
Crambe orientalis är en korsblommig växtart som beskrevs av Carl von Linné. Crambe orientalis ingår i släktet krambar, och familjen korsblommiga växter. Inga underarter finns listade i Catalogue of Life.

## Bildgalleri

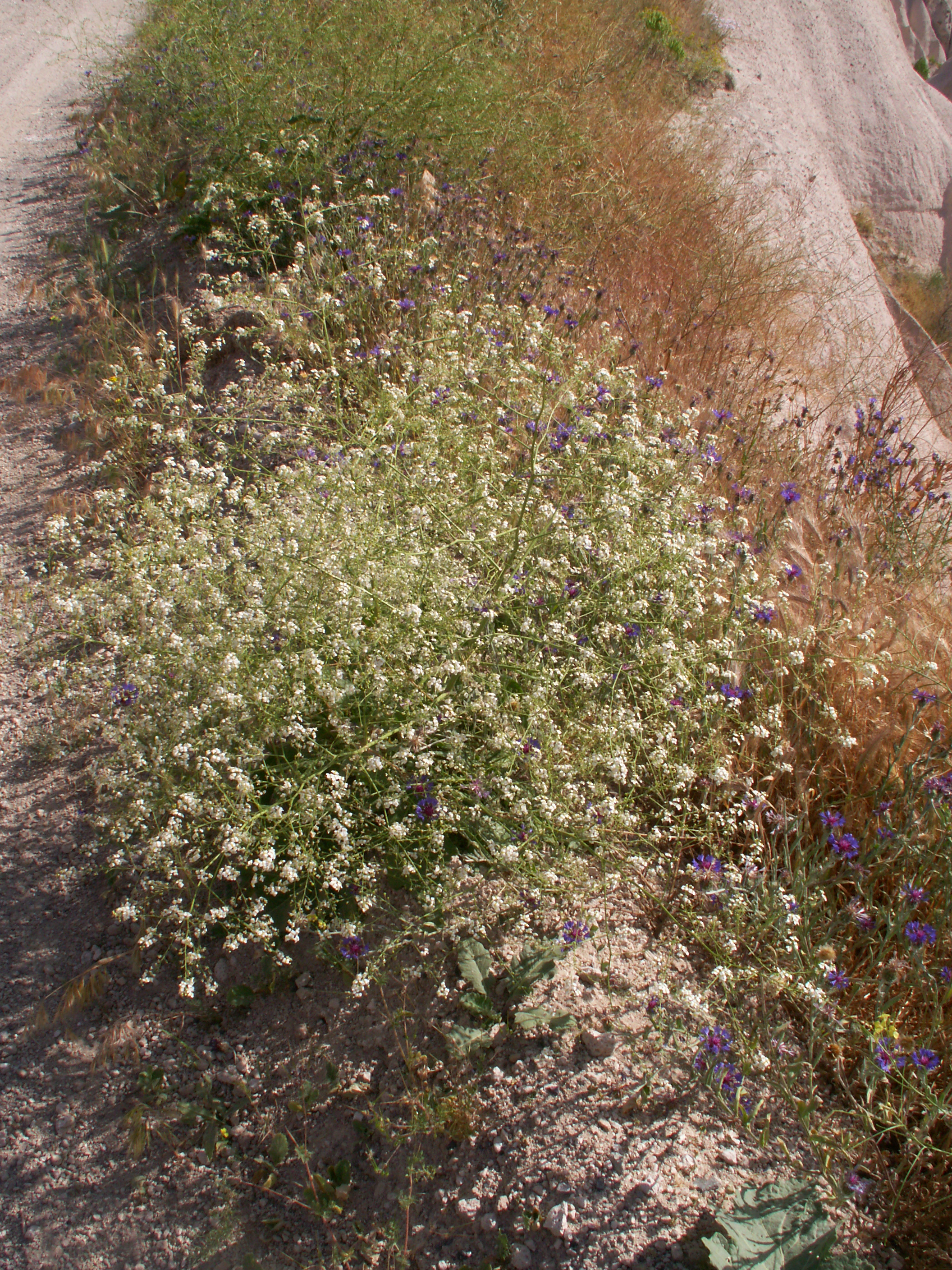
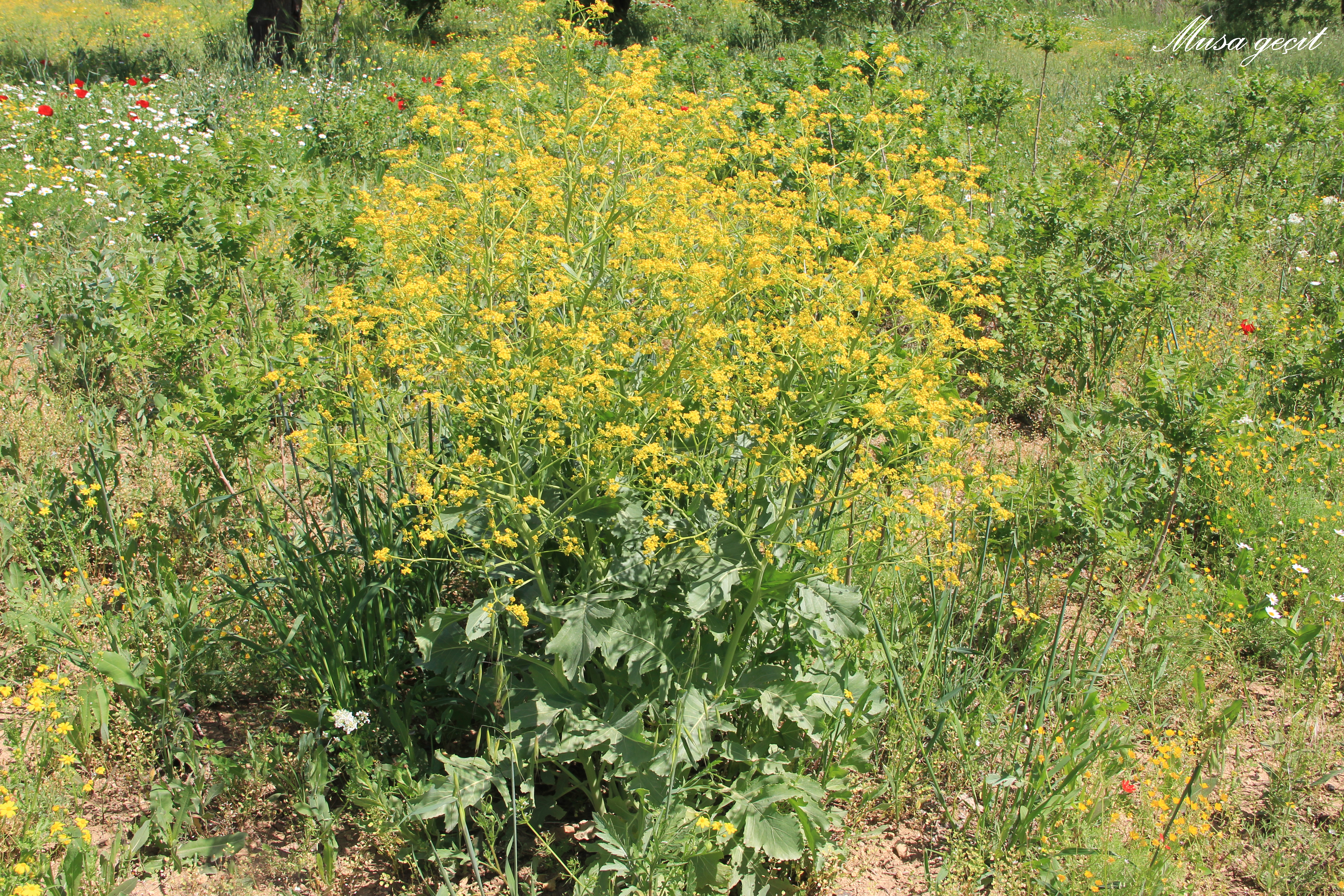
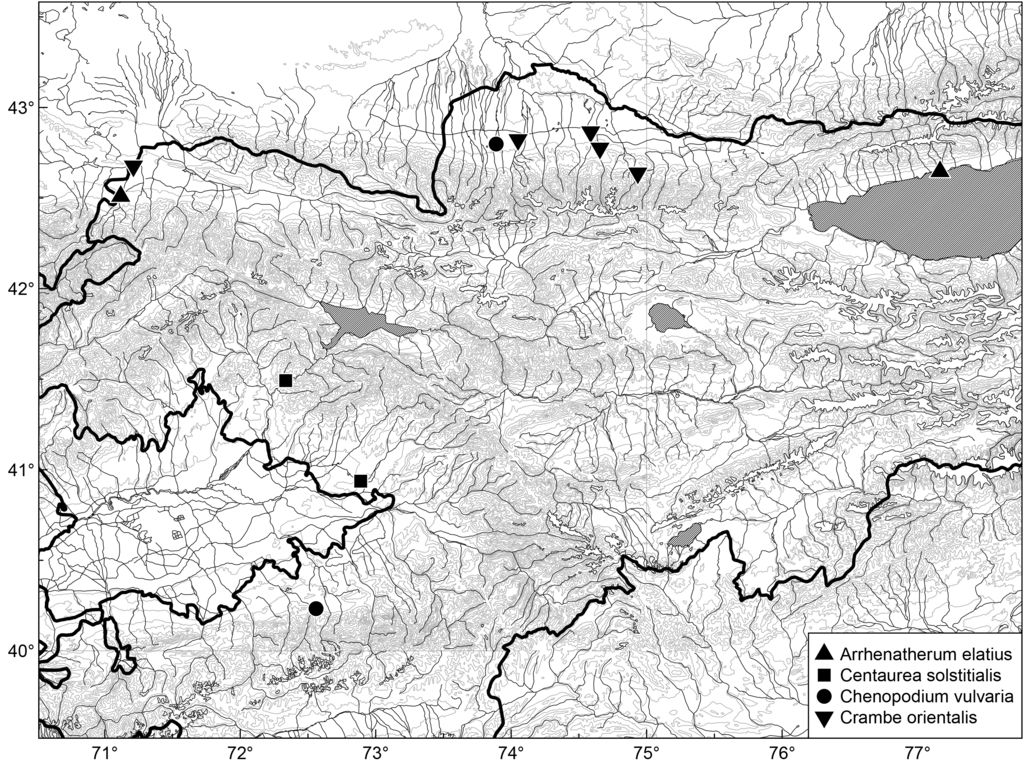
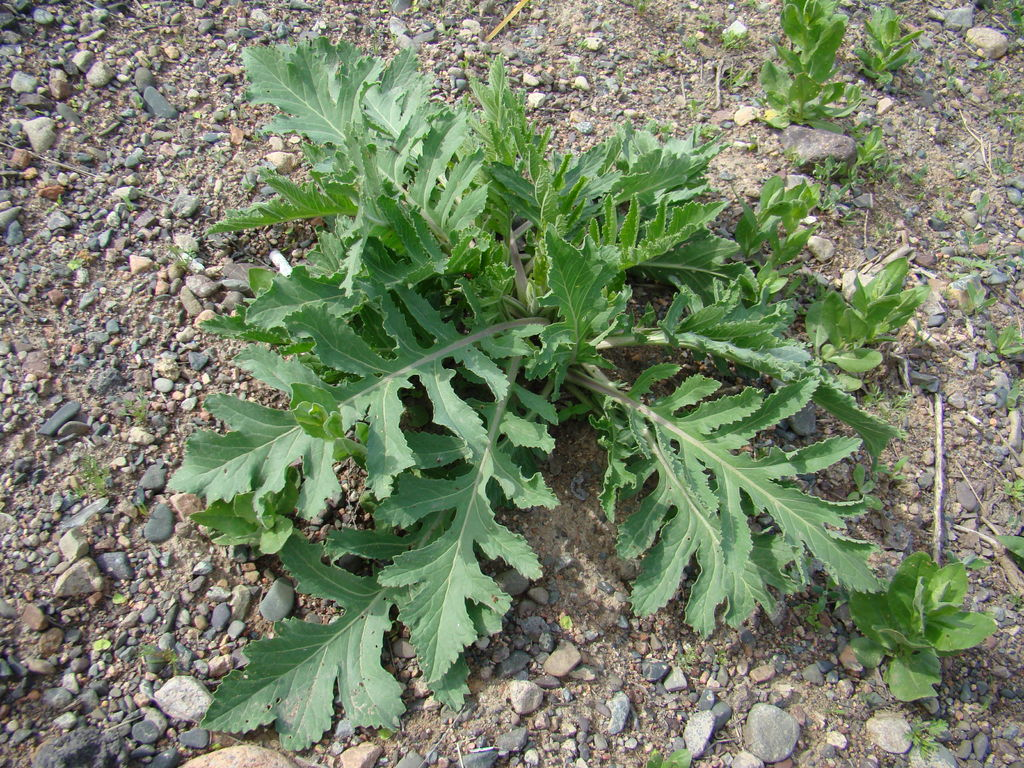